# Brenna D’Amico

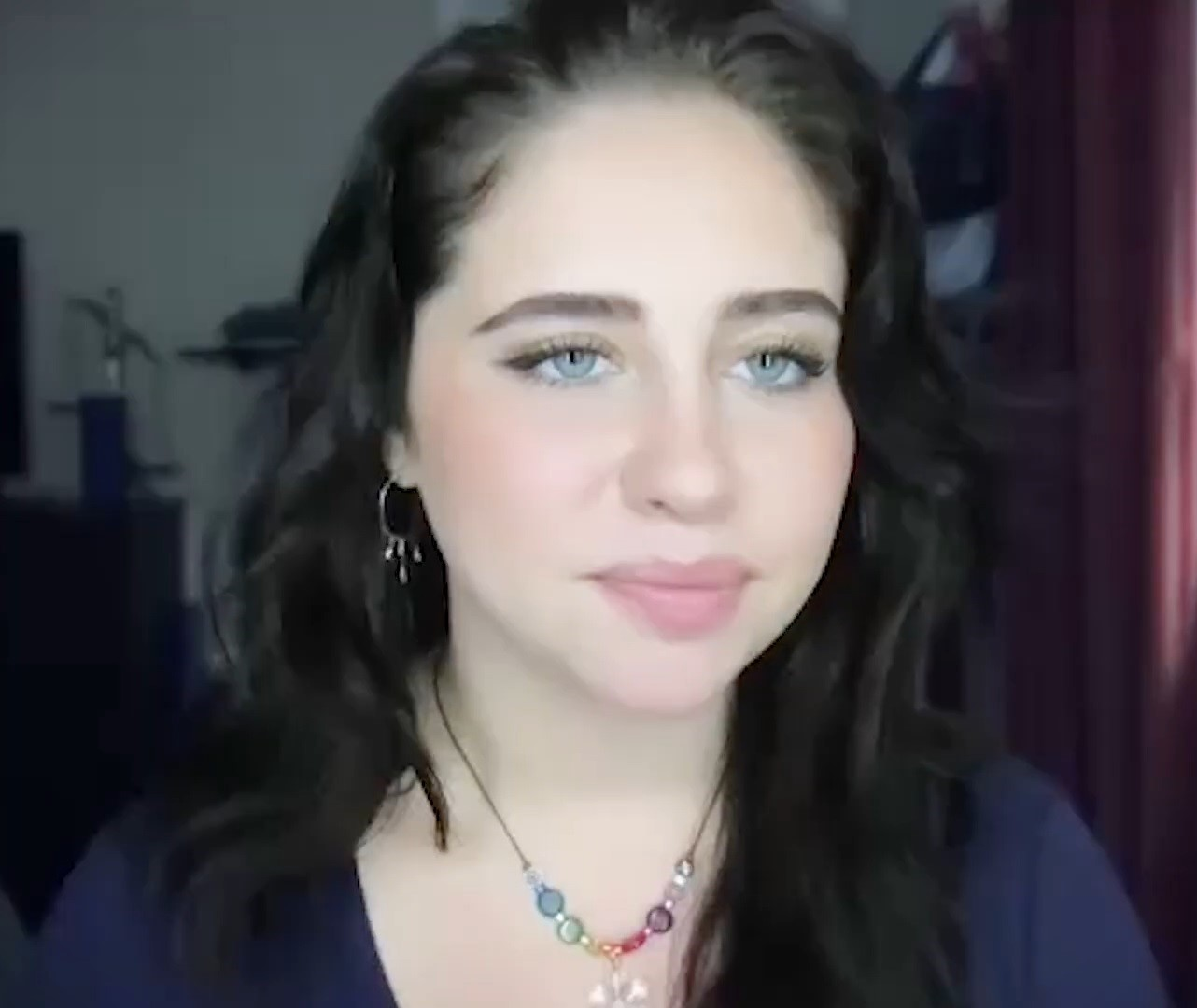
Brenna D’Amico

Brenna D’Amico (* 28. September 2000 in Chicago, Illinois) ist eine US-amerikanische Schauspielerin und Sängerin.

## Leben
D’Amico wurde am 28. September 2000 in Chicago, Illinois, als Tochter von Dave und Shannon D’Amico geboren. Sie hat eine Schwester namens Aubree.
Brenna D’Amico gab ihr Schauspieldebüt im Jahr 2015 in Descendants – Die Nachkommen und war danach auch in den verschiedenen Fortführungen zu sehen. Ferner spielte sie in anderen Fernsehserien mit. Ihr Schaffen umfasst mehr als ein Dutzend Produktionen.

## Filmografie
- 2015: Descendants – Die Nachkommen (Descendants, Fernsehfilm)[8]
- 2015–2017: Descendants – Verhexte Welt (Descendants: Wicked World, Fernsehserie, 22 Episoden)
- 2017: Descendants 2 – Die Nachkommen (Descendants 2, Fernsehfilm)[9][10]
- 2017: The Middle (Fernsehserie, Episode 9x08)
- 2017–2018: Chicken Girls (Fernsehserie, 6 Episoden)
- 2018: Keys (Fernsehserie, 6 Episoden)
- 2018: Overnights (Fernsehserie, 5 Episoden)
- 2018: Code Black (Fernsehserie, Episode 3x07)
- 2019: Descendants 3 – Die Nachkommen (Descendants 3, Fernsehfilm)[11]
- 2019: Adventures of Dally & Spanky
- 2020: The Never List
- 2021: Night Night
- 2022: Crushed